# 第5軍 (美國)
第五軍（英語：V Corps）是美國陸軍的軍級單位，2020年宣布重啟總部。

## 歷史
於1918年成立，是美國遠征軍的一部分。

### 第二次大戰
1944年6月6日，第五軍負責進攻諾曼第的奧馬哈海灘。

### 冷戰
1951年8月3日，第五軍重啟，隸屬於第七軍團。

### 1990年以後
1999年4月，第五軍部署到了阿爾巴尼亞，應付科索沃戰爭。
2002年底，第五軍部署到科威特，於2003年3月21日進入伊拉克。
2003年6月15日，該軍在巴格達組成了第7聯軍聯合特遣部隊。
2006年1月，該部隊部署到伊拉克成為駐伊拉克多國兵團的指揮單位。
2013年6月12日在德國解編。

### 2020年重啟
2020年2月11日，美國陸軍部宣布重啟第五軍總部，任務是加強美國歐洲司令部的部隊指揮能量，兵力約有600人，預計將於2020年秋季開始運作。